# Felipe José Abárzuza y Oliva
Felipe José Abárzuza y Oliva (San Fernando (Cadis), 24 de maig de 1896 - Los Molinos, Madrid, 27 d'agost de 1970) va ser un almirall espanyol.

## Biografia
Va estudiar a l'Escola Naval Militar des de 1913. El 5 de gener de 1929 és nomenat comandant del submarí C-3, ja que exerceix fins al 9 de maig de 1931.
En 1939, amb el grau de capità de fragata, és comandant del canoner-minador Vulcano. Va ser condecorat per accions de guerra mentre va romandre al seu comandament. En 1945 va ascendir a contraalmirall i en 1957 a vicealmirall.
Va ser cap de l'Estat Major de l'Esquadra durant la Guerra Civil, cap d'Instrucció i almirall director del Ministeri de Marina d'Espanya, Ministre de Marina entre 1957 i 1962. En la seva qualitat de ministre de Marina, va representar l'Estat espanyol en les noces entre Joan Carles de Borbó i Sofia de Grècia, celebrada a Atenes el 14 de maig de 1962. Tenia la Gran Creu de Carles III i la Gran Creu del Mèrit Naval.